# Довгань, Николай Анатольевич
Никола́й Анато́льевич До́вгань (15 июля 1955, Талая, Магаданская область, РСФСР, СССР) — советский гребец, серебряный призёр Олимпийских игр. Мастер спорта СССР международного класса.

## Карьера
На Олимпийских играх 1976 года Николай в соревнованиях одиночек занял 5-е место.
На Олимпиаде в Москве Довгань в составе парной четвёрки без рулевого выиграл серебряную медаль.